# .za
.za је највиши Интернет домен државних кодова (ccTLD) за Јужну Африку. Администрира га ZADNA.
Занимљиво је истаћи да се ни једно од званичних имена Јужне Африке не може скратити на ZA, што је скраћеница за Zuid-Afrika на холандском. Ово је остало још од времена када је холандски био званичан језик Јужне Африке, пре него што га је заменио африканерски језик, код кога је назив земље Suid-Afrika.